# Roquette Frères SA
Roquette Frères és una empresa francesa dedicada a la transformació de productes alimentaris extrets del midó de blat, creïlla, dacsa o cigró. Aquestos productes són utilitzats posteriorment en indústries tals com la de l'alimentació humana i animal, paperera, bioindústria i farmacèutica.
El grup Roquette Frères és dirigit per la família Roquette. Per aquest motiu, l'empresa no cotitza en borsa, cosa que fa dificultós obtenir-ne informació.
Als països de parla catalana, l'empresa hi va accedir mitjançant l'absorció de la catalana Laisa, que va donar pas a Roquette Laisa España SA, la qual controla la planta de l'empresa a Benifaió. La seua seu social era a Barcelona, si bé l'any 2008 va ser traslladada a Benifaió. La filial espanyola té una plantilla de 230 treballadors. Dona suport al club de futbol local, el CD Benifaió, del qual és patrocinadora oficial.
En 2011, Roquette Laisa va obtenir la posició 33 per volum de vendes i la 222 per nombre d'empleats en el rànquing de Valencia Plaza d'empreses valencianes.

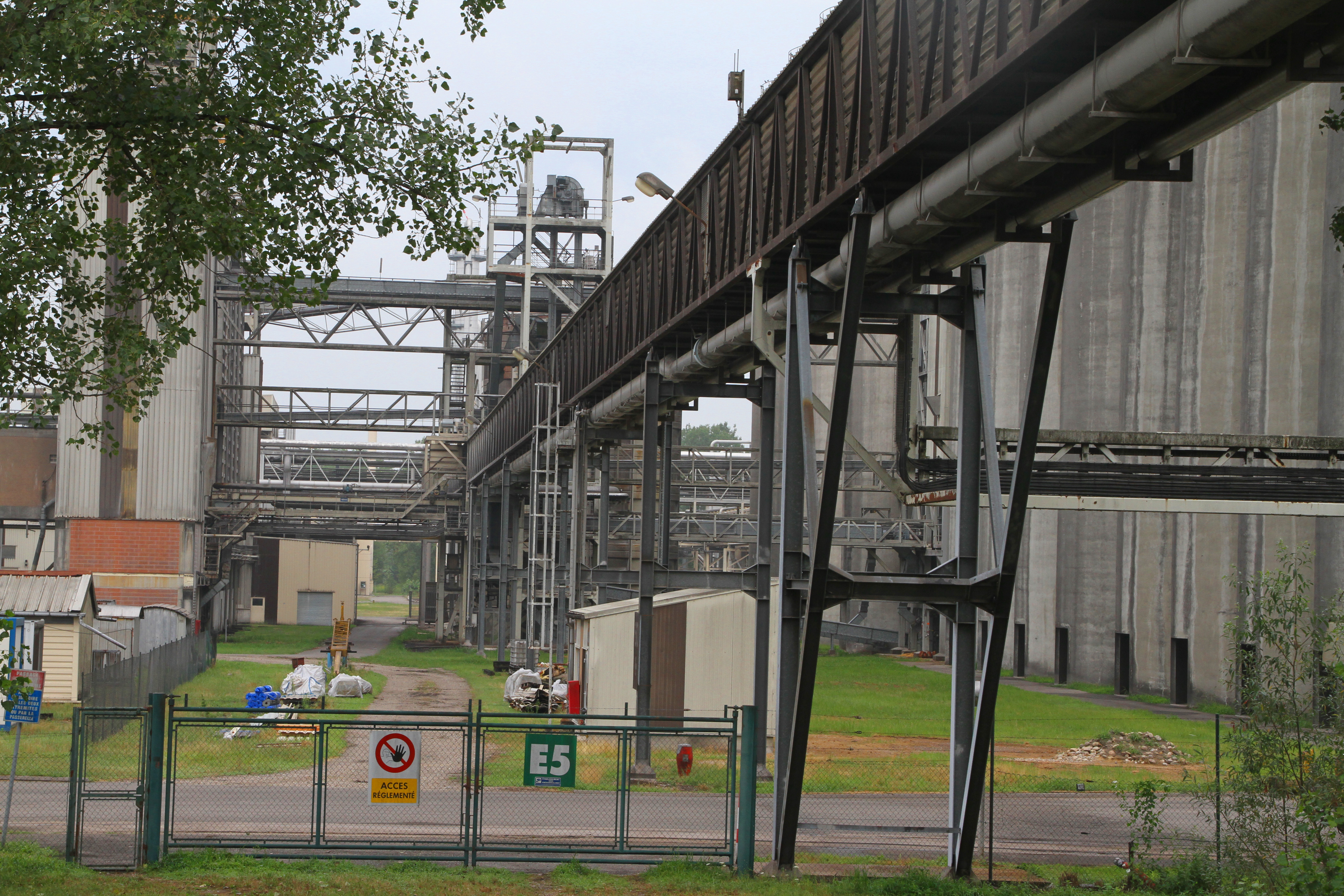
Roquette Frères en Beinheim (França)